# Rodrigo Prieto

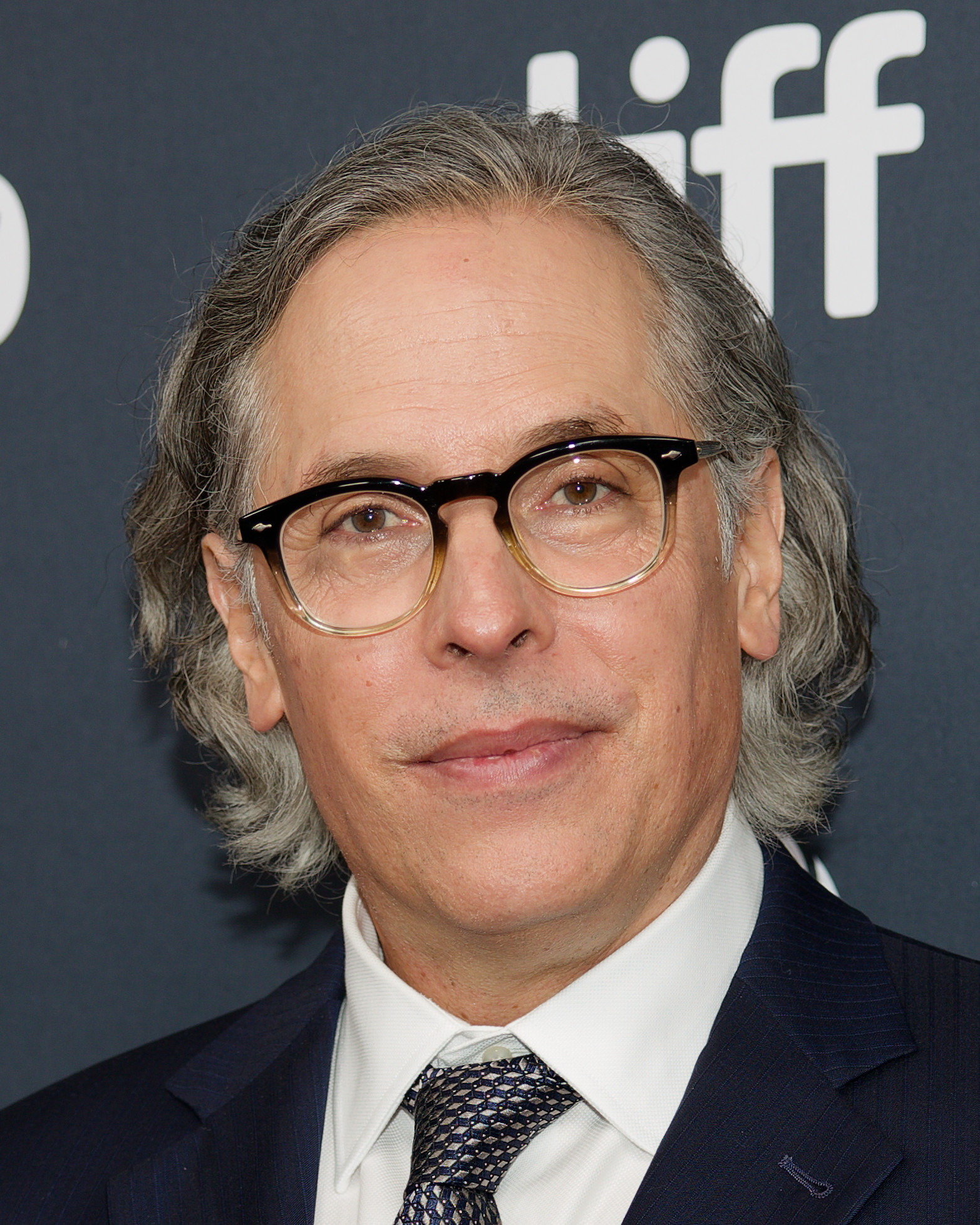
Rodrigo Prieto (2024)

Rodrigo Prieto (* 23. November 1965 in Mexiko-Stadt) ist ein mexikanisch-US-amerikanischer Kameramann, der vor allem für seine langjährige Zusammenarbeit mit den Regisseuren Alejandro González Iñárritu und Martin Scorsese bekannt wurde.

## Leben
Rodrigo Prieto wurde 1965 in Mexiko-Stadt geboren. Sein Großvater väterlicherseits, ehemals Bürgermeister der mexikanischen Hauptstadt und Führer der Cámara de Diputados im Mexikanischen Kongress, war aufgrund von politischen Differenzen gezwungen mit seiner Familie das Land zu verlassen und in die Vereinigten Staaten zu emigrieren. Prietos Vater, in Texas und Los Angeles aufgewachsen, hatte in New York City Luft- und Raumfahrttechnik studiert und war nach seiner Heirat mit einer US-Amerikanerin, gebürtig aus Deer Lodge, Montana, in seine mexikanische Heimat zurückgekehrt. Fasziniert von Horrorfilmen kam Rodrigo Prieto im Alter von zehn Jahren zum ersten Mal mit dem Filmemachen in Berührung, als er zusammen mit seinem zwei Jahre älteren Bruder Antonio dreiminütige 8-mm-Filme im Stop-Motion-Verfahren für eine Halloween-Party inszenierte. Den größten Einfluss auf ihn hatte zu dieser Zeit seine Mutter, die am New Yorker Pratt Institute Werbegrafik studiert hatte. Später begann Prieto ein Studium der Kommunikationswissenschaft und absolvierte parallel eine Ausbildung an einer kleinen Filmhochschule. Nach Abbruch seines Studiums und dem Schließen der Filmhochschule arbeitete Prieto als Assistent im Atelier der Fotografin Nadine Markova in Mexiko-Stadt, wo er mit Beleuchtung und Arrangement in Berührung kam. Nachdem er als Lehrling bei der Kameraarbeit von Markovas Low-Budget-Produktion Welcome Maria mitgewirkt hatte, begann er eine Ausbildung als Kameramann am Centro de Capacitación Cinematográfica (CCC) in Mexiko-Stadt. Am CCC arbeitete Prieto an 16-mm-Kurzfilmen von Regisseuren wie Daniel Gruener, Silvana Zuanetti und Eva López Sánchez und begann im Alter von 22 Jahren erste Werbefilme zu drehen, darunter seine erste Arbeit auf 35-mm-Film. Prietos Werbespots fanden Gefallen und er erhielt vorwiegend in Mexiko weitere Aufträge.
Noch in der Filmhochschule arbeitete Rodrigo Prieto 1991 unter Emmanuel Lubezki als zweiter Kameramann an Alfonso Cuaróns romantischer Komödie Sólo con tu pareja. Nach den Dreharbeiten wurde Prieto durch seine Arbeiten am Centro de Capacitación Cinematográfica und seine im Fernsehen laufenden Werbespots für den Actionfilm Un Instante para morir von Cristian González verpflichtet, einer Low-Budget-Produktion, die innerhalb von drei Wochen entstand und der nur wenig Erfolg beschieden war. Sein nächster Spielfilm war die Filmhochschularbeit Dama de noche von Eva López Sánchez, doch erst 1996 gelang ihm nach mehreren Spielfilmen mit Daniel Grueners Sobrenatural der Durchbruch als Kameramann und er wurde für seine Arbeit an dem Horrorfilm mit dem wichtigsten mexikanischen Filmpreis, dem Premio Ariel, ausgezeichnet. 1999 folgte ein weiterer Ariel für Carlos Carreras romantisches Drama Un Embrujo (1998) und der Preis der Jury auf dem Festival Internacional de Cine de Donostia-San Sebastián. Den großen internationalen Erfolg als Kameramann sollte Prieto jedoch erst im Jahr 2000 durch Alejandro González Iñárritus Spielfilmdebüt Amores Perros erhalten. Von der New York Times als „erste(r) Klassiker des neuen Jahrzehnts“ gefeiert, erhielt der Episodenfilm 35 internationale Festival- und Kritikerpreise und wurde unter anderem als bester fremdsprachiger Film für den Golden Globe Award und den Oscar nominiert. Prieto selbst erhielt neben seinem dritten gewonnenen Ariel den Goldenen Frosch auf dem Internationalen Filmfestival Camerimage in Polen. Die Arbeit an Amores Perros, in der er seine als unkonventionell geltende Kameraführung mit dem verstärkten Einsatz von düsterem Licht verband, sollte exemplarisch für seine nächsten Arbeiten stehen. Nach seinem Umzug 2000 nach Los Angeles, wo er für Michael Cristofers Thriller Original Sin (2001) mit Antonio Banderas und Angelina Jolie verpflichtet wurde, folgten Curtis Hansons Drama 8 Mile und Spike Lees Kriminalfilm 25 Stunden. Im selben Jahr entstand die Frida-Kahlo-Biografie Frida von Julie Taymor, für die er 2002 erstmals für den Preis der American Society of Cinematographers nominiert wurde. Bei Frida orientierte sich Prieto an den Gemälden der mexikanischen Malerin und versah die farbenprächtigen Aufnahmen nachträglich mit einer digitalen Farbkorrektur (digital color correction), entsättigte die Bilder und verzerrte sie mit atmosphärischen Braun- und Grüntönen.
2002 reiste Rodrigo Prieto gemeinsam mit dem renommierten Regisseur Oliver Stone nach Kuba, wo der 99-minütige Dokumentarfilm Comandante (2003) entstand, der von Fidel Castro handelt. Nach der Arbeit an Alejandro González Iñárritus zweitem Spielfilm 21 Gramm mit Sean Penn, Naomi Watts und Benicio del Toro in den Hauptrollen, arbeitete Prieto erneut mit Stone zusammen. Im Nahen Osten entstand die Dokumentation Persona Non Grata, ein Film über den israelisch-palästinensischen Konflikt. Nach der Fernsehdokumentation Looking for Fidel im Jahr 2004 arbeitete der Kameramann im selben Jahr auch an Oliver Stones Historienfilm Alexander, ein Porträt über den gleichnamigen makedonischen König und Feldherrn Alexander der Große, dem jedoch nur wenig Erfolg bei Publikum und Kritikern beschieden war. Die Kameraarbeit von Prieto fand allerdings Anerkennung. Nach Alexander folgte 2005 Ang Lees Brokeback Mountain. Das Drama, basierend auf der gleichnamigen Kurzgeschichte von E. Annie Proulx, schildert von 1963 bis 1983 die Beziehung zweier homosexueller Cowboys im Westen der Vereinigten Staaten und sollte zum bisher größten Erfolg in Prietos Karriere avancieren. Die Arbeit des Vaters von Töchtern, der im Film in einer kleinen Nebenrolle als mexikanischer Prostituierter zu sehen ist, verglichen Kritiker mit den Bildern des US-amerikanischen Fotografen Ansel Adams (1902–1984) und er wurde mit den Preisen der Filmkritikervereinigungen von Chicago, Dallas-Fort Worth, Florida und Phoenix prämiert. Bei der Oscarverleihung 2006 (offizielle Zählung 2005) erhielt Brokeback Mountain acht Nominierungen, musste sich aber überraschend Paul Haggis’ Episodenfilm L.A. Crash geschlagen geben und wurde mit drei Academy Awards ausgezeichnet. Nicht unter den Gewinnern war Rodrigo Prieto, der sich wie schon bei den British Academy Film Awards 2006 und der Preisverleihung der American Society of Cinematographers im selben Jahr dem Australier Dion Beebe (Die Geisha) geschlagen geben musste.
2006 folgte die dritte Zusammenarbeit mit Alejandro González Iñárritu, für den er die düsteren Bilder zu seinem Film Babel schuf. Der Episodenfilm, unter anderem mit Brad Pitt, Cate Blanchett und Gael García Bernal besetzt, wurde bei seiner Uraufführung auf den 59. Internationalen Filmfestspielen von Cannes preisgekrönt und brachte Prieto erneut eine Nominierung für den BAFTA Award ein. 2007 arbeitete der Kameramann wiederholt mit Ang Lee an dem Spionage-Thriller Gefahr und Begierde zusammen, der zur Zeit des Zweiten Weltkriegs in Shanghai angesiedelt ist. Der Film wurde auf den Filmfestspielen von Venedig 2007 uraufgeführt, wo Prieto für seine Kameraarbeit mit der Osella für die beste technische Leistung im Wettbewerb geehrt wurde, während Gefahr und Begierde mit dem Hauptpreis, dem Goldenen Löwen, prämiert wurde. Nach Pedro Almodóvars Zerrissene Umarmungen (2009) und Kevin Macdonalds State of Play – Stand der Dinge (beide 2009) arbeitete Prieto 2010 erneut mit Oliver Stone (Wall Street: Geld schläft nicht) und Alejandro González Iñárritu (Biutiful) zusammen. Es folgten weitere Kinoproduktionen, wobei er mehrfach mit Regisseur Martin Scorsese zusammenarbeitete.
2024 drehte Prieto das Musikvideo zu Taylor Swifts Lied Fortnight. Im gleichen Jahr gab er mit Pedro Páramo sein Debüt als Spielfilmregisseur. Es handelt sich um eine Neuverfilmung des gleichnamigen Romans Pedro Páramo, der 1955 erschien.

## Filmografie (Auswahl)
- 1988: Hoy estoy triste (Kurzfilm)
- 1992: Objetos perdidos (Kurzfilm)
- 1993: Dama de noche
- 1996: Sobrenatural
- 1998: Fibra óptica
- 1998: Un Embrujo
- 2000: Amores Perros
- 2001: Original Sin
- 2002: Frida
- 2002: 8 Mile
- 2002: 25 Stunden (25th Hour)
- 2003: Comandante (Dokumentation)
- 2003: 21 Gramm (21 Grams)
- 2003: Persona Non Grata
- 2004: Looking for Fidel (Fernsehdokumentation)
- 2004: Alexander
- 2005: Brokeback Mountain
- 2006: Babel
- 2007: Gefahr und Begierde (色, 戒; Sè, Jiè)
- 2009: Zerrissene Umarmungen (Los abrazos rotos)
- 2009: State of Play – Stand der Dinge (State of Play)
- 2010: Wall Street: Geld schläft nicht (Wall Street: Money Never Sleeps)
- 2010: Biutiful
- 2011: Wasser für die Elefanten (Water for Elephants)
- 2011: Wir kaufen einen Zoo (We Bought a Zoo)
- 2012: Argo
- 2013: The Wolf of Wall Street
- 2014: The Homesman
- 2016: Silence
- 2016: Passengers
- 2019: The Irishman
- 2023: Barbie
- 2023: Killers of the Flower Moon
- 2024: Pedro Páramo (Regie)

## Auszeichnungen

### Oscar
- 2006: nominiert in der Kategorie Beste Kamera für Brokeback Mountain
- 2017: nominiert in der Kategorie Beste Kamera für Silence
- 2020: nominiert in der Kategorie Beste Kamera für The Irishman
- 2024: nominiert in der Kategorie Beste Kamera für Killers of the Flower Moon

### British Academy Film Award
- 2006: nominiert in der Kategorie Beste Kamera für Brokeback Mountain
- 2007: nominiert in der Kategorie Beste Kamera für Babel
- 2020: nominiert in der Kategorie Beste Kamera für The Irishman

### Premio Ariel
- 1996: Beste Kamera für Sobrenatural
- 1999: Beste Kamera für Fibra óptica, nominiert in der Kategorie Beste Kamera für Un Embrujo
- 2001: Beste Kamera für Amores Perros
- 2011: Beste Kamera für Biutiful

### Weitere
American Society of Cinematographers
- 2006: nominiert in der Kategorie Beste Kamera für Brokeback Mountain
- 2019: nominiert in der Kategorie Beste Kamera für The Irishman

Camerimage
- 2000: Goldener Frosch für Amores Perros
- 2004: Silberner Frosch für Alexander, nominiert für den Goldenen Frosch für Alexander
- 2006: nominiert für den Goldenen Frosch für Babel
- 2007: nominiert für den Goldenen Frosch für Gefahr und Begierde
- 2012: nominiert für den Goldenen Frosch für Argo
- 2016: nominiert für den Jury Award für Vinyl
- 2019: nominiert für den Goldenen Frosch für The Irishman
- 2020: nominiert für den Goldenen Frosch für The Glorias

Chicago Film Critics Association Award
- 2006: Beste Kamera für Brokeback Mountain
- 2006: nominiert in der Kategorie Beste Kamera für Babel
- 2006: nominiert in der Kategorie Beste Kamera für Silence

Chlotrudis Award
- 2004: nominiert in der Kategorie Beste Kamera für 21 Gramm

Dallas-Fort Worth Film Critics Association Awards
- 2005: Beste Kamera für Brokeback Mountain
- 2006: nominiert Beste Kamera für Babel
- 2016: nominiert Beste Kamera für Silence

Florida Film Critics Circle Award
- 2005: Beste Kamera für Brokeback Mountain

Independent Spirit Award
- 2008: nominiert in der Kategorie Beste Kamera für Gefahr und Begierde

Online Film Critics Society Award
- 2006: nominiert in der Kategorie Beste Kamera für Brokeback Mountain
- 2007: nominiert in der Kategorie Beste Kamera für Babel

Phoenix Film Critics Society Award
- 2005: Beste Kamera für Brokeback Mountain
- 2016: nominiert Beste Kamera für Silence

Festival Internacional de Cine de Donostia-San Sebastián
- 1998: Preis der Jury für Un Embrujo

Internationale Filmfestspiele von Venedig
- 2007: Osella – Beste technische Leistung für Gefahr und Begierde